# Vuelta a España 2021
La 76.ª edición de la Vuelta a España fue una carrera de ciclismo en ruta por etapas que se celebró entre el 14 de agosto y el 5 de septiembre de 2021 con inicio en la ciudad de Burgos y final en la ciudad de Santiago de Compostela en España. El recorrido constó de un total de 21 etapas sobre una distancia total de 3417 km.
La carrera hizo parte del circuito UCI WorldTour 2021 dentro de la categoría 2.UWT y por tercer año consecutivo fue ganada por el esloveno Primož Roglič del Jumbo-Visma. En esta ocasión estuvo acompañado en el podio por el español Enric Mas del Movistar y el australiano Jack Haig del Bahrain Victorious, segundo y tercer clasificado respectivamente.

## Equipos participantes
Tomaron la partida un total de 23 equipos, de los cuales asistieron por derecho propio los 19 equipos de categoría UCI WorldTeam y el equipo Alpecin-Fenix de categoría UCI ProTeam al haber sido el mejor equipo de dicha categoría de la temporada anterior. Asimismo, acudieron por invitación directa de la organización de la carrera 3 equipos de categoría UCI ProTeam, todos ellos con licencia española. Formaron así un pelotón de 184 ciclistas de los cuales acabaron 142.
| WorldTeams (19)- AG2R Citroën Team - Astana-Premier Tech - Bahrain Victorious - Bora-Hansgrohe - Cofidis - Deceuninck-Quick Step - EF Education-Nippo - Groupama-FDJ - Ineos Grenadiers - Intermarché-Wanty-Gobert Matériaux - Israel Start-Up Nation - Jumbo-Visma - Lotto Soudal - Movistar Team - Team BikeExchange - Team DSM - Qhubeka NextHash - Trek-Segafredo - UAE Team Emirates ProTeams (4)- Alpecin-Fenix - Burgos-BH - Caja Rural-Seguros RGA - Euskaltel-Euskadi |
| |

## Etapas
| Etapa      | Fecha     | Recorrido                                         | type                    | Distancia (km) | Desnivel (m) | Ganador             | Líder                |
| ---------- | --------- | ------------------------------------------------- | ----------------------- | -------------- | ------------ | ------------------- | -------------------- |
| 1.ª etapa  | 14 de ago | Burgos – Burgos                                   | contrarreloj individual | 7,1            | 87 m         | Primož Roglič       | Primož Roglič        |
| 2.ª etapa  | 15 de ago | Caleruega – Burgos                                | etapa llana             | 166,7          | 1049 m       | Jasper Philipsen    | Primož Roglič        |
| 3.ª etapa  | 16 de ago | Santo Domingo de Silos – Espinosa de los Monteros | etapa de montaña        | 202,8          | 2787 m       | Rein Taaramäe       | Rein Taaramäe        |
| 4.ª etapa  | 17 de ago | Burgo de Osma-Ciudad de Osma – Molina de Aragón   | etapa llana             | 163,9          | 1534 m       | Fabio Jakobsen      | Rein Taaramäe        |
| 5.ª etapa  | 18 de ago | Tarancón – Albacete                               | etapa llana             | 184,4          | 640 m        | Jasper Philipsen    | Kenny Elissonde      |
| 6.ª etapa  | 19 de ago | Requena – Cullera                                 | etapa escarpada         | 158,3          | 901 m        | Magnus Cort         | Primož Roglič        |
| 7.ª etapa  | 20 de ago | Gandía – Balcón de Alicante                       | etapa de montaña        | 152            | 3707 m       | Michael Storer      | Primož Roglič        |
| 8.ª etapa  | 21 de ago | Santa Pola – La Manga del Mar Menor               | etapa llana             | 173,7          | 923 m        | Fabio Jakobsen      | Primož Roglič        |
| 9.ª etapa  | 22 de ago | Puerto Lumbreras – Alto de Velefique              | etapa de montaña        | 188            | 4725 m       | Damiano Caruso      | Primož Roglič        |
|            | 23 de ago | Día de descanso                                   | Día de descanso         |                |              |                     |                      |
| 10.ª etapa | 24 de ago | Roquetas de Mar – Rincón de la Victoria           | etapa escarpada         | 189            | 2350 m       | Michael Storer      | Odd Christian Eiking |
| 11.ª etapa | 25 de ago | Antequera – Valdepeñas de Jaén                    | etapa escarpada         | 133,6          | 2647 m       | Primož Roglič       | Odd Christian Eiking |
| 12.ª etapa | 26 de ago | Jaén – Córdoba                                    | etapa escarpada         | 175            | 2018 m       | Magnus Cort         | Odd Christian Eiking |
| 13.ª etapa | 27 de ago | Belmez – Villanueva de la Serena                  | etapa llana             | 203,7          | 1642 m       | Florian Sénéchal    | Odd Christian Eiking |
| 14.ª etapa | 28 de ago | Don Benito – Pico Villuercas                      | etapa de montaña        | 165,7          | 3448 m       | Romain Bardet       | Odd Christian Eiking |
| 15.ª etapa | 29 de ago | Navalmoral de la Mata – Barraco, El               | etapa de montaña        | 197,5          | 3860 m       | Rafał Majka         | Odd Christian Eiking |
|            | 30 de ago | Día de descanso                                   | Día de descanso         |                |              |                     |                      |
| 16.ª etapa | 31 de ago | Laredo – Santa Cruz de Bezana                     | etapa llana             | 180            | 2275 m       | Fabio Jakobsen      | Odd Christian Eiking |
| 17.ª etapa | 1 de sep  | Unquera – Lagos de Covadonga                      | etapa de montaña        | 185,8          | 4437 m       | Primož Roglič       | Primož Roglič        |
| 18.ª etapa | 2 de sep  | Salas – Alto del Gamoniteiro                      | etapa de montaña        | 162,6          | 4957 m       | Miguel Ángel López  | Primož Roglič        |
| 19.ª etapa | 3 de sep  | Tapia de Casariego – Monforte de Lemos            | etapa escarpada         | 191,2          | 3513 m       | Magnus Cort         | Primož Roglič        |
| 20.ª etapa | 4 de sep  | Sanxenxo – Mos                                    | etapa de montaña        | 202,2          | 4199 m       | Clément Champoussin | Primož Roglič        |
| 21.ª etapa | 5 de sep  | Padrón – Santiago de Compostela                   | contrarreloj individual | 33,8           | 636 m        | Primož Roglič       | Primož Roglič        |

## Clasificaciones finales
Las clasificaciones finalizaron de la siguiente forma:

### Clasificación general (Jersey Rojo)
| \| Clasificación general \| Clasificación general \| Clasificación general \| Clasificación general \| Clasificación general \| \| Ciclista \| Ciclista \| Equipo \| Tiempo \| \| \| --------------------- \| --------------------- \| ---------------------------------- \| --------------------- \| --------------------- \| \| 1.º \| Primož Roglič \| Jumbo-Visma \| 83 h 55 min 29 s \| \| \| 2.º \| Enric Mas \| Movistar Team \| + 4 min 42 s \| \| \| 3.º \| Jack Haig \| Bahrain Victorious \| + 7 min 40 s \| \| \| 4.º \| Adam Yates \| Ineos Grenadiers \| + 9 min 06 s \| \| \| 5.º \| Gino Mäder \| Bahrain Victorious \| + 11 min 33 s \| \| \| 6.º \| Egan Bernal \| Ineos Grenadiers \| + 13 min 27 s \| \| \| 7.º \| David de la Cruz \| UAE Team Emirates \| + 18 min 33 s \| \| \| 8.º \| Sepp Kuss \| Jumbo-Visma \| + 18 min 55 s \| \| \| 9.º \| Guillaume Martin \| Cofidis \| + 20 min 27 s \| \| \| 10.º \| Felix Großschartner \| Bora-Hansgrohe \| + 22 min 22 s \| \| \| 11.º \| Odd Christian Eiking \| Intermarché-Wanty-Gobert Matériaux \| + 25 min 14 s \| \| \| 12.º \| Steven Kruijswijk \| Jumbo-Visma \| + 26 min 42 s \| \| \| 13.º \| Juan Pedro López \| Trek-Segafredo \| + 31 min 21 s \| \| \| 14.º \| Geoffrey Bouchard \| AG2R Citroën Team \| + 49 min 09 s \| \| \| 15.º \| Rémy Rochas \| Cofidis \| + 52 min 32 s \| \| \| 16.º \| Clément Champoussin \| AG2R Citroën Team \| + 57 min 29 s \| \| \| 17.º \| Damiano Caruso \| Bahrain Victorious \| + 1 h 05 min 31 s \| \| \| 18.º \| Sam Oomen \| Jumbo-Visma \| + 1 h 09 min 25 s \| \| \| 19.º \| Óscar Cabedo \| Burgos-BH \| + 1 h 12 min 43 s \| \| \| 20.º \| Steff Cras \| Lotto-Soudal \| + 1 h 22 min 06 s \| \| |                      |                                    |                   |
| |                      |                                    |                   |
| Fuente: ProCyclingStats |                      |                                    |                   |
| Clasificación general |                      |                                    |                   |
| Ciclista | Ciclista             | Equipo                             | Tiempo            |
| 1.º | Primož Roglič        | Jumbo-Visma                        | 83 h 55 min 29 s  |
| 2.º | Enric Mas            | Movistar Team                      | + 4 min 42 s      |
| 3.º | Jack Haig            | Bahrain Victorious                 | + 7 min 40 s      |
| 4.º | Adam Yates           | Ineos Grenadiers                   | + 9 min 06 s      |
| 5.º | Gino Mäder           | Bahrain Victorious                 | + 11 min 33 s     |
| 6.º | Egan Bernal          | Ineos Grenadiers                   | + 13 min 27 s     |
| 7.º | David de la Cruz     | UAE Team Emirates                  | + 18 min 33 s     |
| 8.º | Sepp Kuss            | Jumbo-Visma                        | + 18 min 55 s     |
| 9.º | Guillaume Martin     | Cofidis                            | + 20 min 27 s     |
| 10.º | Felix Großschartner  | Bora-Hansgrohe                     | + 22 min 22 s     |
| 11.º | Odd Christian Eiking | Intermarché-Wanty-Gobert Matériaux | + 25 min 14 s     |
| 12.º | Steven Kruijswijk    | Jumbo-Visma                        | + 26 min 42 s     |
| 13.º | Juan Pedro López     | Trek-Segafredo                     | + 31 min 21 s     |
| 14.º | Geoffrey Bouchard    | AG2R Citroën Team                  | + 49 min 09 s     |
| 15.º | Rémy Rochas          | Cofidis                            | + 52 min 32 s     |
| 16.º | Clément Champoussin  | AG2R Citroën Team                  | + 57 min 29 s     |
| 17.º | Damiano Caruso       | Bahrain Victorious                 | + 1 h 05 min 31 s |
| 18.º | Sam Oomen            | Jumbo-Visma                        | + 1 h 09 min 25 s |
| 19.º | Óscar Cabedo         | Burgos-BH                          | + 1 h 12 min 43 s |
| 20.º | Steff Cras           | Lotto-Soudal                       | + 1 h 22 min 06 s |

### Clasificación por puntos
| Clasificación por puntos | Clasificación por puntos | Clasificación por puntos | Clasificación por puntos | Clasificación por puntos |
| Ciclista                 | Ciclista                 | Equipo                   | Puntos                   |                          |
| ------------------------ | ------------------------ | ------------------------ | ------------------------ | ------------------------ |
| 1.º                      | Fabio Jakobsen           | Deceuninck-Quick Step    | 250 pts                  |                          |
| 2.º                      | Primož Roglič            | Jumbo-Visma              | 199 pts                  |                          |
| 3.º                      | Magnus Cort              | EF Education-Nippo       | 161 pts                  |                          |
| 4.º                      | Matteo Trentin           | UAE Team Emirates        | 145 pts                  |                          |
| 5.º                      | Enric Mas                | Movistar Team            | 120 pts                  |                          |
| 6.º                      | Alberto Dainese          | Team DSM                 | 120 pts                  |                          |
| 7.º                      | Michael Matthews         | Team BikeExchange        | 114 pts                  |                          |
| 8.º                      | Andrea Bagioli           | Deceuninck-Quick Step    | 101 pts                  |                          |
| 9.º                      | Egan Bernal              | Ineos Grenadiers         | 96 pts                   |                          |
| 10.º                     | Arnaud Démare            | Groupama-FDJ             | 91 pts                   |                          |

### Clasificación de la montaña
| Clasificación de la montaña | Clasificación de la montaña | Clasificación de la montaña | Clasificación de la montaña | Clasificación de la montaña |
| Ciclista                    | Ciclista                    | Equipo                      | Puntos                      |                             |
| --------------------------- | --------------------------- | --------------------------- | --------------------------- | --------------------------- |
| 1.º                         | Michael Storer              | Team DSM                    | 80 pts                      |                             |
| 2.º                         | Romain Bardet               | Team DSM                    | 61 pts                      |                             |
| 3.º                         | Primož Roglič               | Jumbo-Visma                 | 51 pts                      |                             |
| 4.º                         | Damiano Caruso              | Bahrain Victorious          | 33 pts                      |                             |
| 5.º                         | Rafał Majka                 | UAE Team Emirates           | 33 pts                      |                             |
| 6.º                         | Jack Haig                   | Bahrain Victorious          | 23 pts                      |                             |
| 7.º                         | Sepp Kuss                   | Jumbo-Visma                 | 19 pts                      |                             |
| 8.º                         | Enric Mas                   | Movistar Team               | 17 pts                      |                             |
| 9.º                         | Egan Bernal                 | Ineos Grenadiers            | 16 pts                      |                             |
| 10.º                        | Fabio Aru                   | Qhubeka NextHash            | 16 pts                      |                             |

### Clasificación de los jóvenes
| Clasificación del mejor joven | Clasificación del mejor joven | Clasificación del mejor joven | Clasificación del mejor joven | Clasificación del mejor joven |
| Ciclista                      | Ciclista                      | Equipo                        | Tiempo                        |                               |
| ----------------------------- | ----------------------------- | ----------------------------- | ----------------------------- | ----------------------------- |
| 1.º                           | Gino Mäder                    | Bahrain Victorious            | 84 h 07 min 02 s              |                               |
| 2.º                           | Egan Bernal                   | Ineos Grenadiers              | + 1 min 54 s                  |                               |
| 3.º                           | Juan Pedro López              | Trek-Segafredo                | + 19 min 48 s                 |                               |
| 4.º                           | Rémy Rochas                   | Cofidis                       | + 40 min 59 s                 |                               |
| 5.º                           | Clément Champoussin           | AG2R Citroën Team             | + 45 min 56 s                 |                               |
| 6.º                           | Steff Cras                    | Lotto-Soudal                  | + 1 h 10 min 33 s             |                               |
| 7.º                           | Jefferson Cepeda              | Caja Rural-Seguros RGA        | + 1 h 47 min 21 s             |                               |
| 8.º                           | Pavel Sivakov                 | Ineos Grenadiers              | + 1 h 53 min 14 s             |                               |
| 9.º                           | Gotzon Martín                 | Euskaltel-Euskadi             | + 1 h 59 min 06 s             |                               |
| 10.º                          | Michael Storer                | Team DSM                      | + 2 h 11 min 12 s             |                               |

### Clasificación por equipos
| Clasificación por equipos | Clasificación por equipos          | Clasificación por equipos | Clasificación por equipos |
| Equipo                    | Equipo                             | Tiempo                    |                           |
| ------------------------- | ---------------------------------- | ------------------------- | ------------------------- |
| 1.º                       | Bahrain Victorious                 | 252 h 19 min 35 s         |                           |
| 2.º                       | Jumbo-Visma                        | + 7 min 26 s              |                           |
| 3.º                       | Ineos Grenadiers                   | + 32 min 18 s             |                           |
| 4.º                       | UAE Team Emirates                  | + 1 h 05 min 10 s         |                           |
| 5.º                       | Intermarché-Wanty-Gobert Matériaux | + 1 h 15 min 05 s         |                           |
| 6.º                       | Movistar Team                      | + 1 h 17 min 16 s         |                           |
| 7.º                       | AG2R Citroën Team                  | + 1 h 43 min 04 s         |                           |
| 8.º                       | Cofidis                            | + 2 h 15 min 39 s         |                           |
| 9.º                       | Trek-Segafredo                     | + 2 h 38 min 20 s         |                           |
| 10.º                      | Team DSM                           | + 2 h 59 min 49 s         |                           |

## Evolución de las clasificaciones
| Etapa                   |                         | Ganador _           | Clasificación general | Puntos           | Montaña        | Jóvenes        | Combatividad    | Equipo             |
| ----------------------- | ----------------------- | ------------------- | --------------------- | ---------------- | -------------- | -------------- | --------------- | ------------------ |
| 1.ª etapa               | contrarreloj individual | Primož Roglič       | Primož Roglič         | Primož Roglič    | Sepp Kuss      | Andrea Bagioli | no otorgado     | Jumbo-Visma        |
| 2.ª etapa               | etapa llana             | Jasper Philipsen    | Primož Roglič         | Jasper Philipsen | Sepp Kuss      | Andrea Bagioli | Diego Rubio     | Jumbo-Visma        |
| 3.ª etapa               | etapa de montaña        | Rein Taaramäe       | Rein Taaramäe         | Jasper Philipsen | Rein Taaramäe  | Egan Bernal    | Julen Amezqueta | UAE Team Emirates  |
| 4.ª etapa               | etapa llana             | Fabio Jakobsen      | Rein Taaramäe         | Fabio Jakobsen   | Rein Taaramäe  | Egan Bernal    | Ángel Madrazo   | UAE Team Emirates  |
| 5.ª etapa               | etapa llana             | Jasper Philipsen    | Kenny Elissonde       | Jasper Philipsen | Rein Taaramäe  | Egan Bernal    | Oier Lazkano    | UAE Team Emirates  |
| 6.ª etapa               | etapa escarpada         | Magnus Cort         | Primož Roglič         | Jasper Philipsen | Rein Taaramäe  | Egan Bernal    | Joan Bou        | Movistar Team      |
| 7.ª etapa               | etapa de montaña        | Michael Storer      | Primož Roglič         | Jasper Philipsen | Pavel Sivakov  | Egan Bernal    | Michael Storer  | Movistar Team      |
| 8.ª etapa               | etapa llana             | Fabio Jakobsen      | Primož Roglič         | Fabio Jakobsen   | Pavel Sivakov  | Egan Bernal    | Aritz Bagües    | Movistar Team      |
| 9.ª etapa               | etapa de montaña        | Damiano Caruso      | Primož Roglič         | Fabio Jakobsen   | Damiano Caruso | Egan Bernal    | Julen Amezqueta | Movistar Team      |
| 10.ª etapa              | etapa escarpada         | Michael Storer      | Odd Christian Eiking  | Fabio Jakobsen   | Damiano Caruso | Egan Bernal    | Matteo Trentin  | Ineos Grenadiers   |
| 11.ª etapa              | etapa escarpada         | Primož Roglič       | Odd Christian Eiking  | Fabio Jakobsen   | Damiano Caruso | Egan Bernal    | Jonathan Lastra | Ineos Grenadiers   |
| 12.ª etapa              | etapa escarpada         | Magnus Cort         | Odd Christian Eiking  | Fabio Jakobsen   | Damiano Caruso | Egan Bernal    | Julen Amezqueta | Ineos Grenadiers   |
| 13.ª etapa              | etapa llana             | Florian Sénéchal    | Odd Christian Eiking  | Fabio Jakobsen   | Damiano Caruso | Egan Bernal    | Álvaro Cuadros  | Ineos Grenadiers   |
| 14.ª etapa              | etapa de montaña        | Romain Bardet       | Odd Christian Eiking  | Fabio Jakobsen   | Romain Bardet  | Egan Bernal    | Dani Navarro    | Ineos Grenadiers   |
| 15.ª etapa              | etapa de montaña        | Rafał Majka         | Odd Christian Eiking  | Fabio Jakobsen   | Romain Bardet  | Egan Bernal    | Rafał Majka     | Ineos Grenadiers   |
| 16.ª etapa              | etapa llana             | Fabio Jakobsen      | Odd Christian Eiking  | Fabio Jakobsen   | Romain Bardet  | Egan Bernal    | Jetse Bol       | Ineos Grenadiers   |
| 17.ª etapa              | etapa de montaña        | Primož Roglič       | Primož Roglič         | Fabio Jakobsen   | Romain Bardet  | Egan Bernal    | Egan Bernal     | Bahrain Victorious |
| 18.ª etapa              | etapa de montaña        | Miguel Ángel López  | Primož Roglič         | Fabio Jakobsen   | Michael Storer | Egan Bernal    | Michael Storer  | Bahrain Victorious |
| 19.ª etapa              | etapa escarpada         | Magnus Cort         | Primož Roglič         | Fabio Jakobsen   | Michael Storer | Egan Bernal    | Andreas Kron    | Bahrain Victorious |
| 20.ª etapa              | etapa de montaña        | Clément Champoussin | Primož Roglič         | Fabio Jakobsen   | Michael Storer | Gino Mäder     | Ryan Gibbons    | Bahrain Victorious |
| 21.ª etapa              | contrarreloj individual | Primož Roglič       | Primož Roglič         | Fabio Jakobsen   | Michael Storer | Gino Mäder     | no otorgado     | Bahrain Victorious |
| Clasificaciones finales | Clasificaciones finales |                     | Primož Roglič         | Fabio Jakobsen   | Michael Storer | Gino Mäder     | Magnus Cort     | Bahrain Victorious |

## Ciclistas participantes y posiciones finales
Convenciones:
- AB-N: Abandono en la etapa N
- FLT-N: Retiro por llegada fuera del límite de tiempo en la etapa N
- NTS-N: No tomó la salida para la etapa N
- DES-N: Descalificado o expulsado en la etapa N

## UCI World Ranking
La Vuelta a España otorgaró puntos para el UCI World Ranking para corredores de los equipos en las categorías UCI WorldTeam, UCI ProTeam y Continental. Las siguientes tablas muestran el baremo de puntuación y los 10 corredores que obtuvieron más puntos:
| Posición                 | 1.º | 2.º | 3.º | 4.º | 5.º | 6.º | 7.º | 8.º | 9.º | 10.º | 11.º | 12.º | 13.º | 14.º | 15.º | 16.º | 17.º | 18.º | 19.º | 20.º | 21.º - 25.º | 26.º - 30.º | 31.º - 40.º | 41.º - 50.º | 51.º - 55.º | 56.º - 60.º |
| Clasificación general    | 850 | 680 | 575 | 460 | 380 | 320 | 260 | 220 | 180 | 140  | 120  | 100  | 84   | 68   | 60   | 56   | 52   | 48   | 44   | 40   | 32          | 24          | 20          | 16          | 12          | 8           |
| Por etapa                | 100 | 40  | 20  | 12  | 4   |     |     |     |     |      |      |      |      |      |      |      |      |      |      |      |             |             |             |             |             |             |
| Líder                    | 20  |     |     |     |     |     |     |     |     |      |      |      |      |      |      |      |      |      |      |      |             |             |             |             |             |             |
| Clasificación secundaria | 100 | 40  | 20  |     |     |     |     |     |     |      |      |      |      |      |      |      |      |      |      |      |             |             |             |             |             |             |

Nota:
1. ↑  Solo clasificaciones de la regularidad y la montaña.

| Clasificación |                |                       |         |       |       |            |       |
| Posición      | Ciclista       | Equipo                | General | Etapa | Líder | Secundaria | Total |
| ------------- | -------------- | --------------------- | ------- | ----- | ----- | ---------- | ----- |
| 1.º           | Primož Roglič  | Jumbo-Visma           | 850     | 560   | 200   | 60         | 1670  |
| 2.º           | Enric Mas      | Movistar              | 680     | 100   | -     | -          | 780   |
| 3.º           | Jack Haig      | Bahrain Victorious    | 575     | 40    | -     | -          | 615   |
| 4.º           | Adam Yates     | INEOS Grenadiers      | 460     | 48    | -     | -          | 508   |
| 5.º           | Fabio Jakobsen | Deceuninck-Quick Step | -       | 380   | -     | 100        | 480   |
| 6.º           | Gino Mäder     | Bahrain Victorious    | 380     | -     | -     | -          | 380   |
| 7.º           | Magnus Cort    | EF Education-NIPPO    | -       | 360   | -     | 20         | 380   |
| 8.º           | Egan Bernal    | INEOS Grenadiers      | 320     | 12    | -     | -          | 332   |
| 9.º           | Michael Storer | DSM                   | 20      | 200   | -     | 100        | 320   |
| 10.º          | Sepp Kuss      | Jumbo-Visma           | 220     | 52    | -     | -          | 272   |